# Društveni centar Krov
Društveni centar Krov je društvena institucija osnovana i otvorena 29. februara 2020. u Beogradu sa idejom promovisanja kulture i organizacijom kulturno umetničkih edukativnih radionica, sa akcentom na promocije atropologije i etnologije kao i angažovanog enografskog filma.
Krov je kao kolektiv nastao kroz saradnju tri nevladine organizacije:
- Kolektiv Vizantrop
- Centar za vizuelnu antropologiju VAC
- Centar za etnomuzikološke delatnosti CED, iz Beograda

Do sada se u prostoru DC Krova održalo više od 80 događaja, organizovani su događaji različitih formata kao što su promocije knjiga, radionice filma, likovne izložbe, panel diskusije , predavanja, projekcije filmova i različite radionice. Krov takođe ustupa šesnaest termina mesečno prijavljenim studenatima da ga koriste kao čitaonicu.

## Dosadašnji događaji
Neki od dosadašnjih događaja organizovanih u prostoru DC Krova su:
- Anibar Festival - jednodnevni festival animacije
- Revija kratkomretražnih autorskih filmova
- Promocija društveno-humanističkih nauka i angažovanog, etnografskog i dokumentarnog filma
- Krovodram
- Interaktivno predavanje Lazara Baraća  Antropološko istraživanje u Vićenci : Konstrukcija kulturnog identiteta srpskih radnih migranata u Vićenci
- Škola vizuelne atropologije
- Projekciju filma Living Water ,češkog vizuelnog antropologa Pavela Boreckog